# Mia Isaac
Mia Isaac (* 24. Mai 2004 in Atlanta, Georgia) auch bekannt als Mia Wei-Ming Isaac ist eine US-amerikanische Schauspielerin, Regisseurin und Drehbuchautorin.

## Leben
Mia Isaac ist in Atlanta geboren und aufgewachsen. Sie besuchte die Springdale Park Elementary School, die Inman Middle School und die Midtown High School in Atlanta.

## Karriere
Mia Isaac gab Ihr Debüt mit 10 Jahren in Madeline’s Christmas im Horizon Theatre in Atlanta. Anfänglich hatte sie Schwierigkeiten Rollen zu bekommen und beauftragte deshalb die J Pervis Talent Agency. Dadurch erhielt sie auch regelmäßig kleinere Rollen, bis sie schließlich ihre erste Rollen 2019 im Fernsehfilm Lovestruck, gefolgt von ihren Auftritten in Not Okay und Lass mich nicht gehen sowie in der Hulu-Miniserie Black Cake, die von Kritikern gelobt wurde, erhielt.
2024 ist sie in Ihrer Rolle als Chloe Carter in der Netflix-Produktion Ein neuer Sommer zu sehen.

## Filmografie
Schauspiel
- 2019: Lovestuck (Fernsehfilm)
- 2020: The Quaranteens (Kurzfilm)
- 2020: The Cancel Club (Kurzfilm)
- 2021: You Could Have Done Better (Kurzfilm)
- 2022: Lass mich nicht gehen (Don’t Make Me Go )
- 2022: Not Okay
- 2023: Gray Matter
- 2023: Black Cake (Fernsehserie, 7 Folgen)
- 2024: Ein neuer Sommer (The Perfect Couple, Fernsehserie, 6 Folgen)
- 2024: American Horror Stories (Fernsehserie, Folge 3x07)

Regie
- 2021: You Could Have Done Better (Kurzfilm)

Drehbuch
- 2020: The Cancel Club (Kurzfilm)
- 2021: You Could Have Done Better (Kurzfilm)